# Gabriel Gascheau
Gabriel Gascheau (1798-1883) est un mathématicien français.

## Biographie
Gabriel Gascheau naît le 11 février 1798 à Tours,,. Reçu en 1816 au concours d'entrée de l'École polytechnique, il en est renvoyé en juin 1817,. Il enseigne la géométrie descriptive à l'École des arts et métiers de Chalon-sur-Saône de 1817 à 1832, ; puis il enseigne les mathématiques au lycée de Poitiers de 1827 à 1832,. Agrégé en 1830, il est professeur de mathématiques au lycée de Nantes de 1832 à 1839,. Il y enseigne les mathématiques élémentaires jusqu'en 1838 puis les mathématiques spéciales. Devenu inspecteur d'académie à Orléans, en 1832, il prépare une thèse de doctorat sur les Mouvements relatifs d’un système de corps qu'il soutient en 1841. Il est titulaire, à partir de 1844, d'une chaire de mécanique à la Faculté des sciences de Toulouse,. Il meurt le 18 avril 1883 à Toulouse.

## Travaux
Gabriel Gascheau est cité pour avoir, le premier, en 1843, établi la condition de stabilité des points L4 et L5 de Lagrange,,,,.